# Band of Horses
Band of Horses, tidligere Horses, er et amerikansk indie rockband, der blev dannet i Seattle, Washington i 2004. Det ledes af singer-songwriter Ben Bridwell, der også har været bandets eneste gennemgående medlem igennem adskillige udskiftninger. Bandets bestod i sommeren 2022 også af Creighton Barrett (trommer) og Ryan Monroe (keyboard, guitar, baggrundsvokal), samt Matt Gentling (bas, baggrundsvokal) og Brett Nash (guitar, baggrundsvokal). 
I 10 år var var den mest stabile sammensætning med guitaristen Tyler Ramsey og bassisten Bill Reynolds, der indspillede med bandet mellem 2007 og 2017 inden forlod bandet abrupt i i 2017.
Bandet albumdebuterede i 2006 med Everything all the time, der bl.a. indeholdt singlen "The Funeral". Albummet fik gode anmeldelser, eksempelvis  seks ud af seks stjerner i musikmagasinet GAFFA'. Efterfølgende er der udkomme tyderligere fem albums; Cease to Begin (2007), Infinite Arms (2010), Mirage Rock (2012), Why Are You OK (2016) and Things Are Great (2022). Infinite Arms var nomineret til en Grammy Award i 2011.
Bandets lyd er kendetegnet ved brug af mange guitarer, både elektriske, akustiske og lap steel guitarer.

## Optrædener i Danmark
Bandet har spillet 11 gange i Danmark: 
- Vega i København, marts 2008
- Roskilde Festivalen 2008
- Beatday i København, august 2009
- Falkonersalen på Frederiksberg, juni 2010
- Voxhall i Aarhus, september 2010
- Tap1 i København, februar 2011
- Northside Festival i Aarhus, juni 2011
- Northside Festival i Aarhus, juni 2013
- Tinderbox Festival i Odense, juni 2016
- DR Koncerthus i København, marts 2017
- Haven Festival i København, august 2017

## Diskografi

### Albums
- Everything All the Time (2006)
- Cease to Begin (2007)
- Infinite Arms (2010)
- Mirage Rock (2012)
- Why Are You OK (2016)
- Things Are Great (2022)

### Live albums
- Acoustic at the Ryman (2014)